# El Guayabo, Tecoanapa
El Guayabo är en ort i Mexiko.   Den ligger i kommunen Tecoanapa och delstaten Guerrero, i den södra delen av landet, 280 km söder om huvudstaden Mexico City. El Guayabo ligger 313 meter över havet och antalet invånare är 696.
Terrängen runt El Guayabo är kuperad västerut, men österut är den platt. Runt El Guayabo är det ganska glesbefolkat, med 42 invånare per kvadratkilometer. Närmaste större samhälle är Ayutla de los Libres, 12,0 km öster om El Guayabo. Omgivningarna runt El Guayabo är en mosaik av jordbruksmark och naturlig växtlighet.